# Sacramentsspel

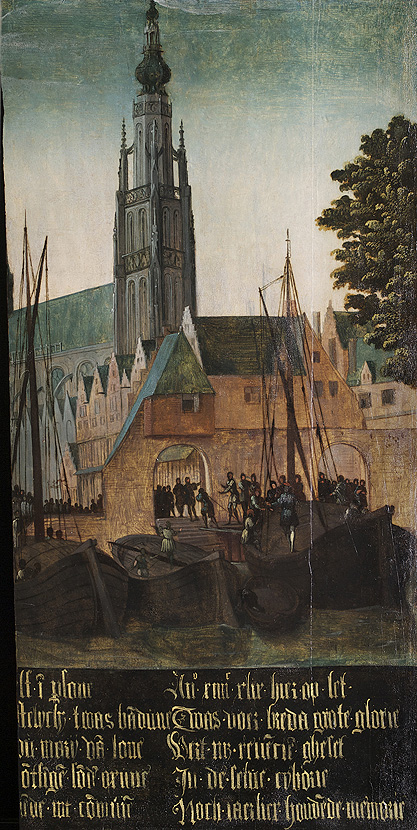
Afbeelding van de aankomst van het Sacrament van Niervaert in de haven van Breda op een 16e-eeuwse paneelschildering.

Een Sacramentsspel is een christelijk religieus toneelstuk over een wonder met betrekking tot het Sacrament van de Eucharistie. In Europa zijn zes middeleeuwse Sacramentsspelen bewaard gebleven. 

## Ontstaan
Tijdens het Vierde Lateraans Concilie in 1215, dat gehouden werd te Rome onder paus Innocentius III, werd het dogma afgekondigd van de transsubstantiatie: de verandering van brood en wijn in het vlees en bloed van Jezus, zoals hij dat tijdens het Laatste Avondmaal gezegd heeft. Veel priesters en gewone gelovigen hadden moeite met deze onbetwistbare leerstelling.
Zo droeg in 1263 een priester uit Praag tijdens een pelgrimstocht naar Rome bij een tussenstop in Bolsena, de Mis op in de kerk van Santa Cristina. Hij twijfelde over de transsubstantiatie. Toen hij de consecratiewoorden uitsprak, vloeide er bloed uit de hostie. Op verschillende plaatsen in Europa kwamen dergelijke zogenaamde Sacramentswonderen voor. Zij vormden een inspiratiebron voor toneelschrijvers. Binnen het religieuze laat-middeleeuwse drama ontstonden - naast de mysteriespelen, waarbij een onderwerp uit de Bijbel werd verbeeld, en de mirakelspelen waarin het leven van een heilige centraal stond - Sacramentsspelen, waarin het Sacramentswonder onderwerp was .

## Bewaard gebleven Sacramentsspelen
1. Representazione uit Orvieto in Italië, dat handelt over het wonder van Bolsena. Het stuk werd voor het eerst opgevoerd in de veertiende eeuw;
2. La Rappresentazione d’Uno Miracolo del Corpo di Cristo uit Florence in Italië. Het stuk werd voor het eerst opgevoerd rond 1473.
3. Croxton Play of the Sacrament uit Engeland. Het stuk werd voor het eerst opgevoerd tussen 1461 en 1500.
4. Spel van het Sacrament van Niervaert uit Breda in Nederland. Het stuk werd voor het eerst opgevoerd in 1500.
5. Le Mistère de la Saincte Hostie uit Metz in Frankrijk. Het stuk werd voor het eerst opgevoerd in 1513.
6. Rappresentazione d’un Miracolo del Sagramento uit Florence in Italië. Het stuk werd voor het eerst opgevoerd na 1520.

## Antisemitische lading
Met uitzondering van de stukken uit Orvieto en uit Breda baseren de Sacramentsspelen zich grotendeels op de Affaire des Billettes, een 13e-eeuwse beschuldiging van hostie profanatie aan het adres van Parijse Joden. Zoals is opgenomen in latere kronieken, zou op de vooravond van Pasen in 1290 in de wijk Saint-Jean-en-Grève een joodse man een hostie hebben laten stelen door een christelijke vrouw. Door dit te doen kon ze de kledingstukken terug krijgen die zij aan hem had verpand en die zij graag wilde dragen tijdens de aankomende feestdagen. De man zou de goddelijkheid van de hostie hebben getest door deze met diverse wapens te bewerken en haar uiteindelijk in een ketel met kokend water te werpen. De hostie rees hieruit op in de vorm van een crucifix en het water veranderde in bloed. De Jood werd opgepakt, ondervraagd en ter dood veroordeeld.
De vier Sacramentsspelen hebben daardoor een sterk antisemitische lading.

## Het Bredase Sacramentsspel
De stukken uit Orviëto en Breda zijn vrij van antisemitische gevoelens. Het Bredase stuk wijkt daarnaast af omdat het alle kenmerken draagt van wereldlijk toneel. Bovendien voert hier niet een Jood, maar een hoge clericus de hostie profanatie uit. Schrijver Jan Smeken voert in het toneelstuk twee duivels op die de mensen misleiden. Als zij niet slagen in hun snode plannen dan vloeken zij er stevig op los. Deze dramatische en ironische passages vormen een schril contrast met het heilige onderwerp van het toneelstuk. Ze zorgen echter ook voor een komische noot. Voor Nederland is het Bredase spel verder interessant omdat er vroege leden van het geslacht Nassau in voorkomen.